# Nexu
Nexu zijn fictieve katachtige roofdieren met vier ogen van de planeet Cholganna uit de Star Wars-filmserie. Het dier wordt gebruikt op de planeet Geonosis om te vechten in de Petranaki Arena. 

## Uiterlijk
Nexu zijn katachtige roofdieren die oorspronkelijk van de planeet Cholganna komen. Ze hebben vier ogen. Op Cholganna leven ze in donkere gebieden zoals bossen. Hun tweede paar ogen zorgt ervoor dat ze in het infrarood kunnen kijken. Ze hadden een heel grote kop vol met grote scherpe tanden. Hun vacht is bruin en beige van kleur. Nexu hebben heel sterke spieren en drie grote klauwen. Op de rug staat een reeks van stekels om hen van bovenaf  te beschermen. Hun botten zijn niet sterk en breken snel.

## In de films
Een Nexu is alleen te zien in Star Wars Episode II: Attack of the Clones.
De Nexu is samen met een Reek en Acklay te zien in de Petranaki Arena. Ze worden gebruikt om Padmé Amidala, Obi-Wan Kenobi en Anakin Skywalker te offeren. De Nexu viel Padmé aan en verwondde haar aan haar rug. Daarna gaf Padmé hem een trap, waardoor hij van een pilaar viel en daardoor mank liep. De val berokkende zoveel schade omdat zijn botten erg zwak zijn. Vlak daarna wordt de Nexu gedood door de Reek die gecontroleerd werd door Anakin.